# Pedro Morilla Pineda
Pedro Morilla Pineda, más conocido como Morilla (nacido el 31 de octubre de 1972 en Sevilla), es un entrenador español de fútbol. Actualmente dirige al Recreativo de Huelva, equipo que milita en el Grupo 4 de la Segunda Federación.

## Trayectoria

### Jugador
Pedro Morilla empieza en las categorías inferiores del Real Betis Balompié desde donde pasó al equipo juvenil sub-19 del Sevilla. En las filas béticas tuvo como entrenadores a José Ramón Esnaola y Antonio Benítez, entre otros. Ya como profesional, Morilla militó en el Mairena (Tercera División), Écija (Segunda División A y B) desde donde firmó con el Talavera. En la escuadra talaverana se mantuvo cuatro temporadas. con la disputa de dos play-offs de ascenso a Segunda A.
Su buenas temporadas en el carril izquierdo del club de la «Ciudad Cerámica» le llevó posteriormente a las filas del Real Murcia, Burgos CF y Dos Hermanas de Sevilla. Volvió de nuevo a Talavera para firmar por tres temporadas en Segunda División B. Su carrera como futbolista la concluyó en el Ciempozuelos, club madrileño de Tercera División.

### Entrenador
Su periplo como entrenador lo empezó precisamente en el club donde «colgó las botas», el Club Deportivo Ciempozuelos. Allí comenzó a entrenar al equipo infantil y posteriormente al juvenil, cuajando buenas temporadas y haciendo que el público disfrutase de un demoledor fútbol de ataque. En enero del año 2007, saltó al banquillo del primer equipo tras la dimisión de Miguel Cerdá, tomado la dirección técnica de una plantilla que estaba situada en la mitad de la clasificación. Morilla llevó al equipo madrileño a disputar el play-off de ascenso quedando eliminado sin perder un solo partido. 
Meses más tarde, en 2008, recibiría la llamada del Talavera CF, pero no pudo salvarlos del descenso a Tercera División.
Volvió al fútbol madrileño para dirigir en Tercera división al CD Móstoles al que no logró clasificar para el play-off de ascenso.
En los siguientes años ingresaría en la estructura del Real Betis Balompié, entrenando en las categorías inferiores y más tarde, del Juvenil A. En noviembre de 2014, se convertiría en entrenador del Betis B de forma eventual, la decisión la tomó la dirección de la cantera, encabezada por Pedro Buenaventura. Tras computar cuatro partidos de forma interina, Morilla promocionó a la secretaría técnica del conjunto sevillano en la temporada 2015/16.
En la temporada 2016-17, abandona el personal técnico del Real Betis para ser entrenador del Granada Club de Fútbol "B" en el Grupo IV de la Segunda B.
En marzo de la temporada siguiente temporada, tras la destitución de José Luis Oltra, pasa a entrenar al primer equipo del Granada. Sin embargo, fue despedido tras sólo 6 partidos.
En 2019 se marcha a China para ser director deportivo del Wuhan Three Towns. En enero de 2020, es uno de los españoles atrapados en China por el coronavirus. Sin embargo, el 25 de julio de 2021, se convierte en entrenador ascendiendo al equipo a la Superliga China, tras 16 victorias en 18 partidos. En 2022 gana la Superliga. El 18 de junio de 2023, fue destituido de su cargo.
El 17 de junio de 2025, fue oficializado como entrenador del Recreativo de Huelva.

## Clubs como entrenador
| Club                       | País   | Año           |
| -------------------------- | ------ | ------------- |
| CD Ciempozuelos            | España | 2007-2008     |
| Talavera CF                | España | 2008          |
| Real Betis Juvenil A       | España | 2013-2014     |
| Betis Deportivo Balompié   | España | 2014-2015     |
| Granada Club de Fútbol "B" | España | 2017-2018     |
| Granada Club de Fútbol     | España | 2018          |
| Granada Club de Fútbol "B" | España | 2018-2019     |
| Wuhan Three Towns          | China  | 2021-2023     |
| Recreativo de Huelva       | España | 2025-presente |

## Palmarés

### Como entrenador

#### Campeonatos nacionales
| Título             | Club              | País  | Año  |
| ------------------ | ----------------- | ----- | ---- |
| Superliga de China | Wuhan Three Towns | China | 2022 |
| Supercopa de China | Wuhan Three Towns | China | 2023 |